# Cachoeiro de Itapemirim (microregio)
Cachoeiro de Itapemirim is een van de 13 microregio's van de Braziliaanse deelstaat Espírito Santo. Zij ligt in de mesoregio Sul Espírito-Santense en grenst aan de deelstaat Rio de Janeiro in het zuiden en zuidwesten, de microregio Alegre in het westen, de mesoregio Central Espírito-Santense in het noorden en noordoosten en de microregio Itapemirim in het zuidoosten. De microregio heeft een oppervlakte van ca. 4099 km². Midden 2004 werd het inwoneraantal geschat op 334.423.
Tien gemeenten behoren tot deze microregio:
- Apiacá
- Atilio Vivacqua
- Bom Jesus do Norte
- Cachoeiro de Itapemirim
- Castelo
- Jerônimo Monteiro
- Mimoso do Sul
- Muqui
- São José do Calçado
- Vargem Alta

Mesoregio's: Central Espírito-Santense · Litoral Norte Espírito-Santense · Noroeste Espírito-Santense · Sul Espírito-Santense

Microregio's: Afonso Cláudio · Alegre · Barra de São Francisco · Cachoeiro de Itapemirim · Colatina · Guarapari · Itapemirim · Linhares · Montanha · Nova Venécia · Santa Teresa · São Mateus · Vitória